# Basadilwa
Basadilwa – gaun wikas samiti w środkowej części Nepalu w strefie Narajani w dystrykcie Parsa. Według nepalskiego spisu powszechnego z 2001 roku liczył on 764 gospodarstw domowych i 5253 mieszkańców (2541 kobiet i 2712 mężczyzn).